# ドラゴン銀行
ドラゴン銀行（ドラゴンぎんこう）とは、破綻した在日本大韓民国民団系の信用組合、いわゆる商銀信用組合の救済金融機関として設立される予定であった銀行である。

## 概要
当時の構想は、パチンコホール国内最大手マルハン社長・韓昌祐を代表者に民団と大韓民国政府、在日韓国人社会からの出資を受けた銀行を設立し、破綻した関西興銀、東京商銀、京都商銀、福岡商銀を救済合併すると言う枠組であり、実際に資本金167億円を集め2001年7月30日、韓、金宰淑民団中央本部団長ら15人で発起人会議が開かれ、10月には母体となる「株式会社ドラゴン」を設立した。
崔相龍在日本大韓民国大使が日本で200億円を集めれば韓国政府が100億円出資すると韓を説得、大使の案は孫正義、平和の中島健吉、ロッテ、マルハンにそれぞれ50億円を割り当てるというものだった。韓は自らの20億円も含め知人らと合わせて10日間で200億円を調達した。一方、崔大使は韓に依頼した後、ロッテを訪れたが断られており、実際には中島や孫にも話を通していなかった。
しかしながら、在日韓国人社会内の主導権争いから在日系既存信用組合が続々名乗りをあげ、関西興銀および京都商銀の譲受はタクシー会社エムケイ社長青木定雄が代表をつとめる近畿産業信用組合との競争入札になる。これら2信組に対しての優先交渉権は、ドラゴンよりも有利な条件を提示した近畿産業信用組合が獲得した。このため、存在意義を失った上記設立準備会社は2002年2月解散した。その後関西興銀、京都商銀は近畿産業信用組合に吸収され、福岡商銀は熊本商銀（九州幸銀信用組合と改称）、東京商銀は北東商銀（あすか信用組合と改称）に吸収された。